# 유다 (야곱의 아들)
유다 (히브리어: יְהוּדָה‎‎, 현대 히브리어: Yəhūda, 티베리아 히브리어: Yŭhūḏā)는 창세기에 따르면 야곱과 레아 사이에서 태어난 여섯 아들 중 넷째이며, 이스라엘 민족의 유다 지파의 시조이다. 유다 왕국, 유대 땅, 그리고 "유대인"이라는 단어의 이름의 기원으로 알려져 있다.
창세기의 이야기에 따르면, 유다는 다말과 함께 다윗 왕조의 부계 조상이다. 본문 비평가들은 창세기 38장의 유다와 다말 이야기를 요셉 이야기 내의 의도적인 문학적 연결 다리이자, 유다 지파가 이스라엘 역사에서 나중에 보여준 정치적, 신학적 지배력을 반영하는 친유다적 삽입으로 본다.

## 어원
유다의 히브리어 이름인 예후다(יהודה)는 문자적으로 "감사" 또는 "찬양"을 뜻하며, "감사하다" 또는 "찬양하다"를 뜻하는 Y-D-H(ידה) 어근의 명사 형태이다. 그의 출생은 창세기 29장 35절에 기록되어 있다. 그의 출생 시 레아가 "이때에 내가 YHWH(יהוה)를 찬송하리로다"라고 외쳤는데, "내가 찬송하리로다"의 히브리어 단어인 오데(אודה)는 예후다와 같은 어근을 공유한다. 에드워드 리핀스키는 히브리어 yĕhūdā를 아랍어 whd / wahda "갈라진 틈, 계곡"과 연결지었다.

## 성경의 기록

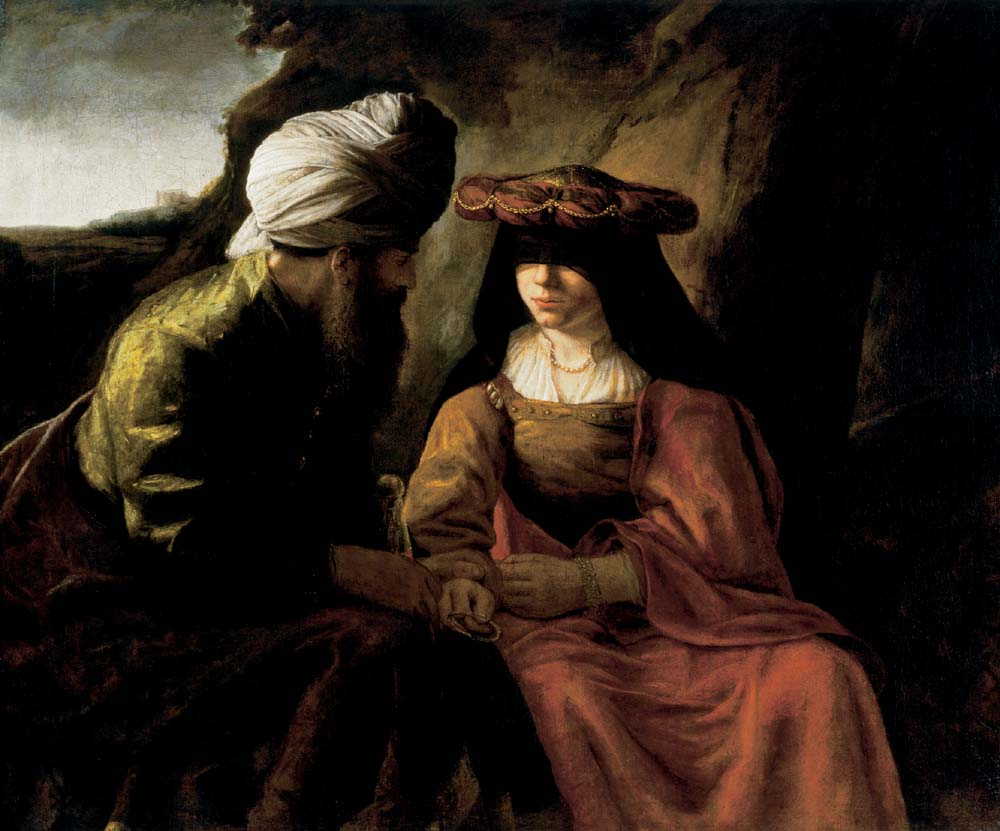
렘브란트 작, 유다(왼쪽)가 다말 (오른쪽)에게 말하는 장면 (1606–1669)

유다는 족장 야곱과 그의 첫 번째 아내 레아의 넷째 아들이다. 동복형으로는 르우벤(맏형), 시므온, 레위이 있고, 동복동생으로는 이싸갈과 즈불룬이 있으며, 동복누이가 디나 한 명 있다. 아버지로부터는 여섯 명의 이복형제가 더 있는데, 빌하가 낳은 단과 납달리, 실바가 낳은 가드와 아셀, 그리고 라헬이 낳은 요셉과 베냐민이다.
유다에 대한 기록은 창세기 37장에 다시 나온다. 요셉이 채색옷을 자랑하며 일하고 있는 형들에게 다가오자, 유다와 그의 형제들은 질투심에 요셉을 구덩이에 던져 넣는다. 그때 유다는 이집트로 가는 이스마엘인 상인들의 대상이 그들에게 다가오는 것을 보고, 요셉을 죽이는 대신 이스마엘인들에게 팔자고 제안한다. (창세기 37장 26-28절, "우리가 우리 형제를 죽이고 그의 피를 숨긴들 무엇이 유익할까? ... 그에게 손대지 말자 그는 우리의 형제요 우리의 골육이니라.")
유다는 가나안인인 수아의 딸과 결혼한다. 유다와 그의 아내는 엘, 오난, 그리고 셀라 세 아들을 낳는다. 엘은 다말과 결혼하지만, 하나님 보시기에 악하였으므로 하나님이 그를 죽였다.(창세기 38장 7절). 다말은 형사취수에 따라 오난의 아내가 되지만, 오난 역시 그의 형의 자녀 없는 미망인에게 자녀를 낳아주기를 거부하고 그의 씨를 땅에 쏟았기 때문에 죽임을 당한다. 다말은 남은 형제 셀라와 결혼해야 했지만 유다는 이를 허락하지 않았고, 이에 다말은 매춘부인 척하여 유다를 속여 동침한다. 유다는 다말이 임신한 것을 알고 그녀를 죽이려 하지만, 자신이 아버지라는 것을 알게 되자 마음을 바꾼다(창세기 38장 24-26절). 다말은 쌍둥이 베레스와 세라의 어머니이다 (창세기 38장 27-30절). 전자는 룻기(4장 18-22절)에 따르면 메시아의 부계 조상이다.
한편, 요셉은 이집트에서 권력 있는 위치에 오르게 된다. 배신당한 지 20년 후, 그는 알아보지 못하는 형제들을 다시 만난다. 막내 동생 베냐민은 가나안에 야곱과 함께 남아 있었으므로, 요셉은 시므온을 인질로 잡고 형제들이 베냐민과 함께 돌아오라고 주장한다. 유다는 야곱에게 베냐민의 안전을 보증하고, 야곱을 설득하여 그들이 베냐민을 이집트로 데려가도록 한다. 형제들이 돌아왔을 때, 요셉은 베냐민의 노예화를 요구하며 그들을 시험한다. 유다는 베냐민의 목숨을 애원하고, 요셉은 자신의 진짜 신분을 밝힌다. 야곱은 죽기 전에 유다를 그의 수석 상속자로 축복하며, 다른 아들들이 "네 앞에 절하리라" 그리고 그가 "치리자의 지팡이"를 잡으리라고 말한다.

## 본문 비평

### 요셉과 유다 이야기의 관계

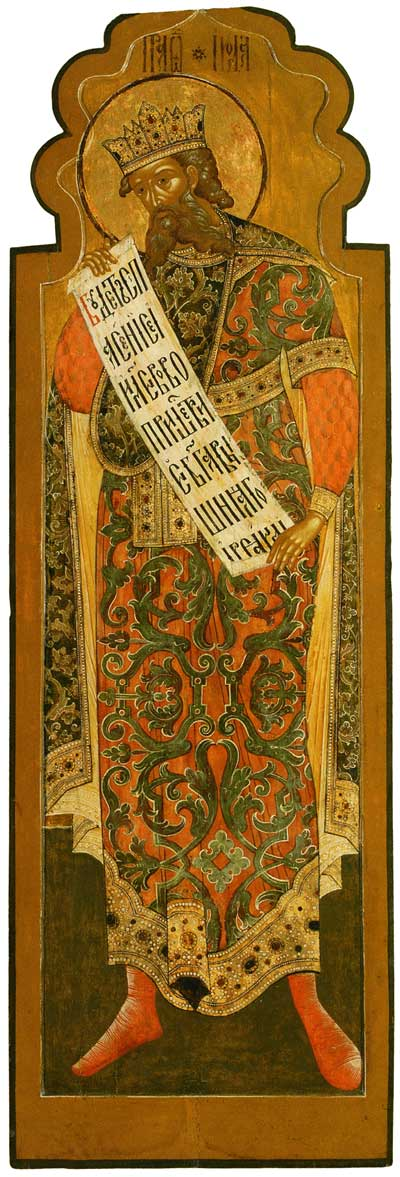
족장 유다, 러시아 정교회 묘사, c. 1654년경

문학 비평가들은 38장의 유다 이야기와 37장, 39장의 요셉 이야기 사이의 관계에 주목해왔다. 빅터 해밀턴은 "식별하다" (38:25-26과 37:32-33)와 같은 장들 사이의 몇몇 "의도적인 문학적 유사점"을 지적한다. J. A. 에머튼, 케임브리지 대학교의 히브리어 레기우스 교수는 이러한 연결을 38장을 J 코퍼스에 포함시키는 증거로 보며, J 작가가 요셉과 유다 전통을 연결했다고 제안한다. 데렉 키드너는 38장 삽입이 "독자에게 긴장감을 조성한다"고 지적하지만, 로버트 알터는 더 나아가 "문학적 예술가에 의한 출처의 뛰어난 접목"의 결과라고 제안한다. 그는 동일한 "식별하다"라는 동사가 "요셉 이야기의 대단원에서 결정적인 주제적 역할을 할 것인데, 그가 이집트에서 형제들과 대면할 때 그는 형제들을 알아보지만 형제들은 그를 알아보지 못한다"고 언급한다. 마찬가지로, J. P. 포켈만은 38장에서 유다에 대한 "추가적인 관심"이 "창세기 44장에서 형제들의 대변인으로서 그의 주요 역할을 위한 발판을 마련한다"고 지적한다.

### 유다의 헤게모니 예고
요셉 (그리고 어쩌면 베냐민) 외에, 유다는 야곱의 아들들 중 창세기에서 가장 우호적인 대우를 받는데, 이는 성경 역사가들에 따르면 다윗 왕조의 근원으로서 이스라엘 역사 내내 유다 지파가 가졌던 역사적 우월성을 반영한다. 유다는 레아의 넷째 아들이지만, 창세기에서는 요셉을 죽이는 것에 반대하고, 요셉이 베냐민을 이집트로 데려오라는 요구에 대해 아버지와 협상하며, 요셉이 은잔을 베냐민의 가방에 몰래 넣은 후 요셉에게 탄원하는 등 10명의 형제들 중에서 지도자 역할을 맡는 것으로 명확하게 묘사된다.
유다의 위치는 그의 형제들의 몰락을 통해 더욱 강화된다. 맏형 르우벤은 야곱의 첩 빌하와 성적 비행으로 장자권을 상실하고 (창세기 35장 22절), 디나의 강간 (창세기 34장) 이후 시므온과 레위가 행한 피비린내 나는 복수는 그들을 지도자 자격에서 박탈시킨다. 이러한 사건들의 영원한 유산은 문서가설에 따라 친유다적 야훼문서의 근원으로 귀속된 야곱의 임종 축복 (창세기 49장 1-33절)에서 예고된다. 야곱의 축복에서 르우벤은 "네 아비의 침상에 올라 더럽혔으므로 탁월치 못하리라"고 말한다. 한편, 시므온과 레위는 "잔인한 칼이 그들의 무기"라고 비난받는다 (창세기 49장 3-7절). 반면에 유다는 "사자 새끼"로 칭찬받고 그의 형제들은 "네 앞에 절하리라"고 하며, "유다에게서 규가 떠나지 아니하리라" (창세기 49장 10절)는 후자의 구절은 통일 왕국의 염원을 명확히 언급하는 것이다.
히브리어 학자 게리 렌즈버그는 성경을 처음 접하는 청중들이 유다와 다말, 그리고 다윗과 밧세바 사이에 유사성을 발견했을 것이라고 주장한다. 특히 렌즈버그는 밧세바(בַּת-שֱבַע, bat-šɛbaʿ, ‘밧세바’)와 이름이 주어지지 않은 유다의 아내인 수아의 딸(בַּת-שוּעַ, bat…šua, 수아의 딸) 사이의 유사성을 지적한다.
고고학자이자 학자인 이스라엘 핀켈슈타인은 이러한 친유다 서사 가닥들이 기원전 8세기에 북이스라엘 왕국이 멸망한 후에 기원했을 가능성이 높다고 주장한다: "이스라엘이 멸망한 후에야 유다는 전문적인 제사장과 훈련된 서기관을 갖춘 완전한 국가로 성장하여 그러한 작업을 수행할 수 있었다. 유다가 갑자기 비이스라엘 세계에 홀로 직면했을 때, 그들은 정의롭고 동기 부여적인 텍스트가 필요했다. 그 텍스트는 기원전 7세기에 예루살렘에서 작성된 성경의 역사적 핵심이었다. 그리고 유다가 고대 이스라엘 중앙 성경의 발상지였기 때문에, 성경 텍스트가 이스라엘 역사의 아주 초기부터 유다의 특별한 지위를 반복적으로 강조하는 것은 전혀 놀라운 일이 아니다.... [창세기에서] 야곱의 모든 아들들 중에서 이스라엘의 모든 지파를 다스릴 운명을 가진 것은 유다였다."

### 유다와 다말 이야기의 역사적 맥락
에머튼은 유다와 다말 이야기가 "이스라엘 민족의 가나안 정착 이후 시기를 반영한다"는 점이 "널리 동의된다"고 지적한다. 그는 또한 이 이야기가 "유다 씨족의 이름의 조상들과 관련된 원인론적 모티프"를 포함할 가능성을 제안한다. 에머튼은 딜만과 노트가 엘과 오난의 죽음 기록을 "그들의 이름을 딴 두 유다 씨족의 소멸, 또는 적어도 그들이 독립적인 존재를 유지하는 데 실패했음을 반영한다"고 보았다고 언급한다. 그러나 이 견해는 토마스 L. 톰슨에 의해 "강력하게 비판"받았다.
롯과 그의 딸들 (창세기 19장 30-38절)의 기록과 함께, 다말과 유다는 성경에서 "정액 훔치기"의 두 가지 사례 중 하나인데, 이는 여성이 임신하기 위해 거짓된 구실로 남성 친족을 유혹하는 경우이다.

## 유대교 전통

### 랍비 문헌

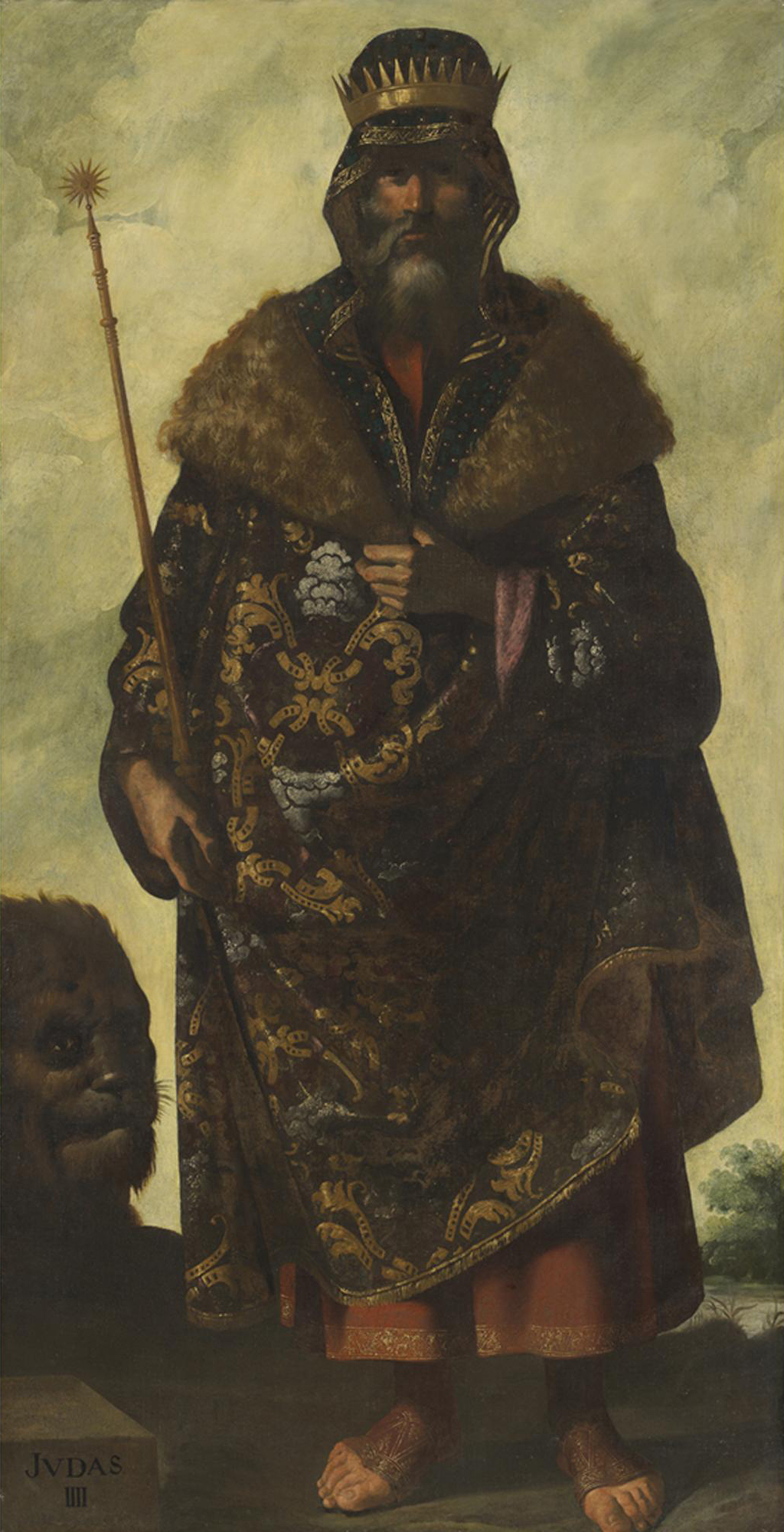
프란시스코 데 수르바란 작, 《야곱과 그의 열두 아들》 연작 중 유다, c. 1640

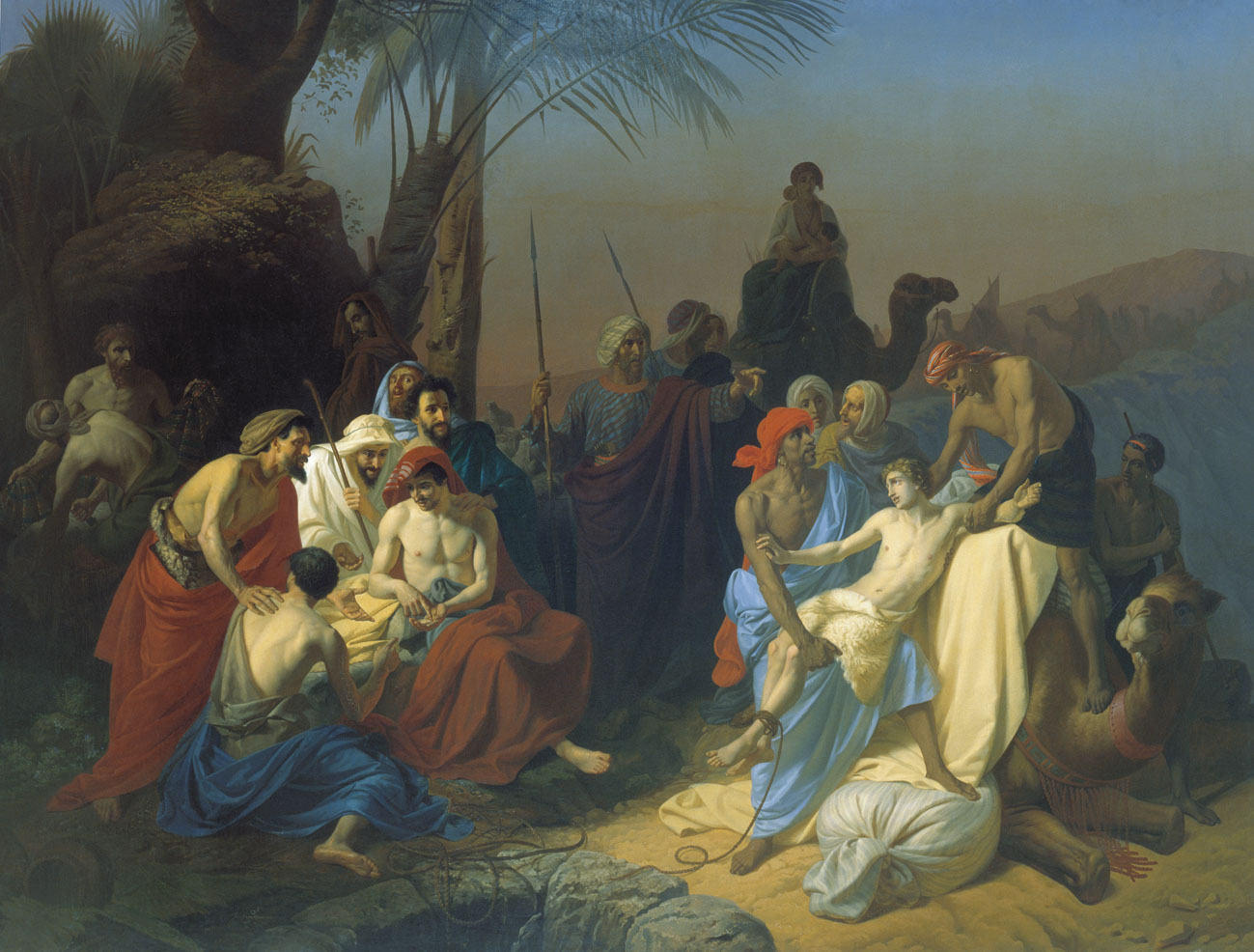
콘스탄틴 플라비츠키 작, 1855년. 야곱의 자녀들이 형 요셉을 파는 장면. 요셉을 죽이는 대신 팔 것을 제안한 사람은 유다였다.

토라 본문은 감사하거나 인정한다는 뜻의 유다라는 이름이, 레아가 네 자녀를 얻은 것에 대해 하솀께 감사하려는 의도를 나타내며, 감사할 것이라는 뜻의 오데에서 파생되었다고 주장한다. 고전 랍비 문헌에서는 이 이름이 야훼와 달렛(히브리어 글자 d)의 조합으로 해석된다. 게마트리아에서 달렛은 숫자 4의 값을 가지는데, 이 랍비 문헌들은 유다가 야곱의 넷째 아들임을 나타낸다고 주장한다. 레아가 족장이었기 때문에, 유대 학자들은 본문 저자들이 유다 지파가 원래 이스라엘 연합의 일부였다고 믿었다고 생각한다. 그러나 유대 백과사전에 주목할 만한 점은 유다 지파가 순수한 이스라엘인이 아니라, 크니즈 족속 집단, 여라흐멜 족속, 겐족과 같은 비이스라엘인들이 여러 시점에서 지파에 합류하여 큰 혼합을 이루었다는 것이다.
고전 랍비 문헌들은 "유다에게서 통치자가 나오리라"는 역대기상 5장 2절의 구절을 인용하며, 유다가 그의 형제들의 지도자였음을 암시하고 그를 왕이라고 부른다. 이 구절은 또한 유다가 그의 형제들 중 가장 강했다고 묘사하는데, 랍비 문헌에서는 그가 400 파라상 이상을 외칠 수 있었고, 입으로 철을 가루로 만들 수 있었으며, 화가 나면 머리카락이 너무 뻣뻣해져 옷을 뚫을 정도의 비범한 신체적 힘을 가졌다고 묘사한다.
고전 랍비 문헌들은 또한 가나안인들과 유다 가족 사이에 전쟁이 있었다고 암시한다 (히브리어 성경에는 언급되지 않음). 이는 디나의 강간에 대한 복수로 세겜을 파괴한 결과였다. 유다는 이 전쟁의 이야기에서 주요 인물로 크게 부각된다. 이 이야기들에서 유다는 탑푸아의 왕 야숩을, 매우 무거운 돌(60 셰켈 무게)을 먼 거리(미드라쉬 와이사우는 177⅓ 규빗, 다른 출처는 30 규빗이라고 함)에서 던져 그의 말에서 떨어뜨린 후, 맨손 전투로 죽인다. 이 이야기들은 유다가 양손으로 화살을 쏘는 야숩의 공격을 받으면서도 이를 해냈다고 말한다. 이 이야기들은 유다가 야숩의 시체에서 갑옷을 벗기려 할 때, 야숩의 보조원 9명이 그를 공격했지만, 유다가 한 명을 죽이자 나머지들은 도망쳤다고 계속해서 말한다. 그럼에도 불구하고 유다는 야숩의 군대 병사들을 여러 명 죽였다 (세페르 하야샤르 (미드라쉬)에 따르면 42명, 그러나 유다의 유언에 따르면 1000명).
일부 고전 문헌에 따르면, 야곱은 유다가 요셉을 죽였다고 의심했다. 특히 미드라쉬 탄후마에 따르면, 유다가 피 묻은 옷을 야곱에게 가져왔을 때 더욱 그랬다.
랍비 문헌들은 유다가 형제들의 지도자였다고 보았기 때문에, 이 문헌들은 다른 아홉 형제들도 그가 요셉의 피 묻은 옷을 야곱에게 가져다주지 않았음에도 불구하고, 그가 이 기만 행위에 책임이 있다고 비난했다고 본다. 유다가 요셉을 구하려 했다 하더라도, 고전 랍비 문헌들은 여전히 그를 부정적으로 보는데, 이 문헌들은 유다가 형제들의 지도자로서 더 많은 노력을 기울여 요셉을 야곱에게 자신의 어깨에 메고 데려갔어야 한다고 주장한다. 이 문헌들은 야곱이 요셉의 상실로 인한 슬픔을 목격한 후, 유다가 요셉을 집으로 데려오라고 요청했다면 형제들이 요셉을 집으로 데려왔을 것이라고 생각하여, 유다가 전적으로 책임이 있다고 보고 그를 폐위하고 파문했다고 주장한다. 신성한 처벌 또한 유다에게 가해졌다고 그러한 고전 문헌들은 주장하는데, 엘과 오난, 그리고 그의 아내의 죽음은 그러한 고전 랍비들이 신성한 보복 행위로 묘사한다.
베냐민이 요셉의 잔을 훔쳤다는 고발로 인해 구금되었을 때, 유다는 형제들 중에서 자신을 대신하여 종이 되겠다고 제안했지만, 요셉은 죄인에게만 처벌이 적용되어야 하며 무고한 자들에게는 적용되지 않는다고 엄격하게 주장했다.
고전 랍비 문헌에 따르면, 유다가 영원히 모든 비난을 받겠다고 제안했기 때문에, 이는 결국 그의 뼈가 출애굽 동안 관에 실려 끊임없이 굴러다니게 만들었고, 모세가 하나님께 중재하여 유다의 고백(다말과의 동침에 관한)이 르우벤이 자신의 근친상간을 고백하게 만들었다고 주장할 때까지 계속되었다. 분명히 유다는 다말과의 경험을 통해 주변 사람들에게 책임을 져야 한다는 교훈을 얻었고, 이는 결국 요셉과의 미래의 화해적 만남을 준비하게 한다.
창세기 라바와 특히 세페르 하야샤르 (미드라쉬)는 유다의 애원이 토라에 나와 있는 것보다 훨씬 광범위하고 격렬했다고 묘사하며 이를 확장한다.
고전 랍비 문헌들은 유다가 베냐민에 대한 위협에 격렬하게 반응하여 너무 크게 소리쳐 당시 가나안에 있던 후심이 유다가 이집트를 파괴하는 것을 돕기 위해 이집트로 오라고 요청하는 것을 들을 수 있었다고 주장한다. 일부 출처에 따르면 유다는 화를 내며 매우 무거운 돌(400 세켈 무게)을 들어 공중에 던진 다음, 돌이 착지하자 발로 갈아 가루로 만들었다고 한다. 이 랍비 문헌들은 유다가 이집트 지방을 나열하도록 납달리에게 지시했고, 12개라는 것을 알게 된 후 (역사적으로는 하이집트에 20개, 상이집트에 22개), 자신은 세 개를 파괴하고 형제들은 각자 남은 지방 중 하나를 파괴하기로 결정했다고 주장한다. 이집트를 파괴하겠다는 위협은 이러한 출처에 따르면 요셉이 형제들에게 자신을 드러내게 만든 진정한 동기였다.

### 유다의 유언
유다는 죽기 전에 자녀들에게 가나안 왕들과 에서 가족과의 전쟁에서 보여준 자신의 용기와 영웅적인 행동에 대해 말했고, 또한 포도주로 인해 바수아와 다말과의 관계에서 그를 그릇된 길로 이끈 자신의 단점들을 고백했다. 유다는 아들들에게 금을 사랑하지 말고, 여인의 아름다움을 보지 말라고 훈계했는데, 이러한 것들로 인해 유다의 아들들이 비참함에 빠질 것이기 때문이다. 그의 마지막 말에서 그는 그들에게 주님의 모든 율법을 지키라고 상기시켰다.

### 유다의 생애 연대 측정
고전 랍비 문헌에 따르면, 유다는 시완월 15일(6월 초)에 태어났다. 고전 문헌들은 사망 날짜에 대해 의견이 다른데, 희년서는 119세에 사망하여 레위보다 18년 먼저 죽었다고 주장하고, 반면에 세페르 하야샤르 (미드라쉬)는 129세에 사망했다고 주장한다.
유다의 결혼과 자녀들의 탄생은 주변 이야기에서 갑작스러운 변화를 보이는 구절로 널리 알려져 있다. 이 구절은 주변 맥락이 사건들을 22년 이내에 발생하도록 제한하는 것처럼 보이기 때문에 상당한 연대기적 문제를 제기하는 것으로 자주 간주된다. 또한 이 맥락과 구절 자체가 유다의 손자와 그의 아들의 아내의 탄생, 그리고 그 아들의 탄생이 이 기간 내에 일어났어야 한다고 요구한다(일관성을 유지하려면 세대당 평균 8년 미만의 간격이 필요하다). 본문 비평 학자들에 따르면, 이 구절이 주변 이야기에 갑작스러운 중단을 야기하고 제시하는 연대기적 이상 현상은 이 구절이 야훼문서에서 유래한 반면, 바로 주변 이야기는 엘로힘 문서에서 유래했기 때문이다.

## 무덤

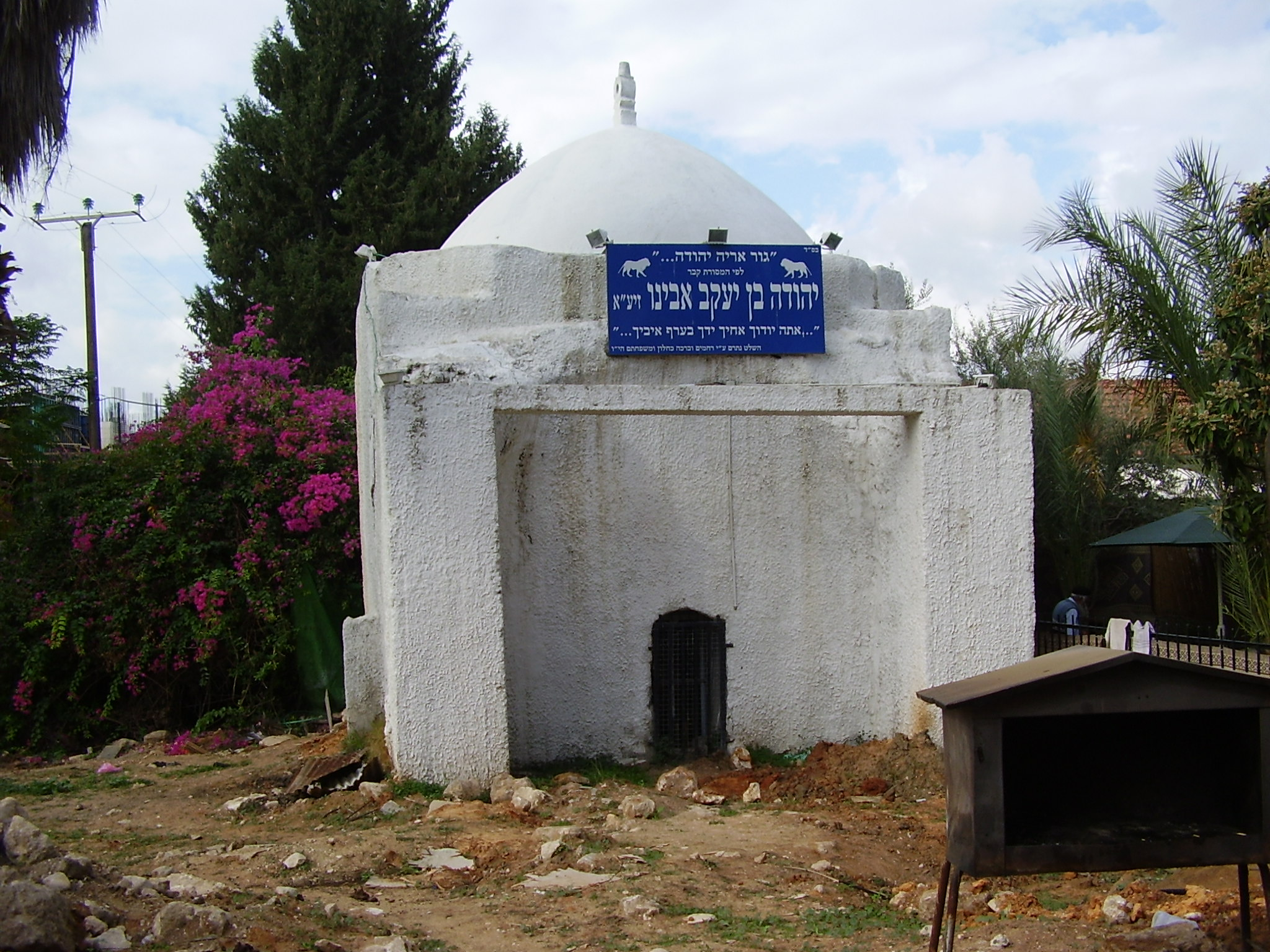
예후드 이스라엘에 있는 유다의 무덤으로 추정되는 곳

지역 무슬림 및 사마리아인 전통은 유다의 무덤("우리 주 야곱의 아들 선지자 유다", 나비 후다 이븐 사이이드나 야쿱)이 오늘날 예후드의 알-야후디야에 위치한다고 여긴다. 오늘날 이곳은 유대인 순례지이다.
또 다른 지역 전통은 드루즈와 무슬림에 의해 전해지는데, 유다의 무덤이 훌라 계곡의 호르바트 옴리트 근처에 위치한 마캄 "나비 예후다"에 있다고 한다.

## 가계도
|      |      |      |      |      |      |      |      |          |          |          |          |               |               |               |               | 데라          |               |      |      |      |      |                                                                    |                                                                    |                                                                    |                                                                    |                                                                    |                                                                    |  |  |               |               |               |               |               |               |      |      |                 |                 |                 |                 |                 |                 |      |      |                     |                     |                     |                     |                     |                     |         |         |         |         |  |  |
|      |      |      |      |      |      |      |      |          |          |          |          |               |               |               |               |               |               |      |      |      |      |                                                                    |                                                                    |                                                                    |                                                                    |                                                                    |                                                                    |  |  |               |               |               |               |               |               |      |      |                 |                 |                 |                 |                 |                 |      |      |                     |                     |                     |                     |                     |                     |         |         |         |         |  |  |
|      |      |      |      |      |      |      |      |          |          |          |          |               |               |               |               |               |               |      |      |      |      |                                                                    |                                                                    |                                                                    |                                                                    |                                                                    |                                                                    |  |  |               |               |               |               |               |               |      |      |                 |                 |                 |                 |                 |                 |      |      |                     |                     |                     |                     |                     |                     |         |         |         |         |  |  |
| 사라 | 사라 | 사라 | 사라 | 사라 | 사라 |      |      | 아브라함 | 아브라함 | 아브라함 | 아브라함 | 아브라함      | 아브라함      |               |               | 하갈          | 하갈          | 하갈 | 하갈 | 하갈 | 하갈 |                                                                    |                                                                    |                                                                    |                                                                    |                                                                    |                                                                    |  |  |               |               |               |               |               |               |      |      |                 |                 |                 |                 | 하란            | 하란            | 하란 | 하란 | 하란                | 하란                |                     |                     |                     |                     |         |         |         |         |  |  |
| 사라 | 사라 | 사라 | 사라 | 사라 | 사라 |      |      | 아브라함 | 아브라함 | 아브라함 | 아브라함 | 아브라함      | 아브라함      |               |               | 하갈          | 하갈          | 하갈 | 하갈 | 하갈 | 하갈 |                                                                    |                                                                    |                                                                    |                                                                    |                                                                    |                                                                    |  |  |               |               |               |               |               |               |      |      |                 |                 |                 |                 | 하란            | 하란            | 하란 | 하란 | 하란                | 하란                |                     |                     |                     |                     |         |         |         |         |  |  |
|      |      |      |      |      |      |      |      |          |          |          |          |               |               |               |               |               |               |      |      |      |      |                                                                    |                                                                    | 나홀                                                               |                                                                    |                                                                    |                                                                    |  |  |               |               |               |               |               |               |      |      |                 |                 |                 |                 |                 |                 |      |      |                     |                     |                     |                     |                     |                     |         |         |         |         |  |  |
|      |      |      |      |      |      |      |      |          |          |          |          |               |               |               |               |               |               |      |      |      |      |                                                                    |                                                                    |                                                                    |                                                                    |                                                                    |                                                                    |  |  |               |               |               |               |               |               |      |      |                 |                 |                 |                 |                 |                 |      |      |                     |                     |                     |                     |                     |                     |         |         |         |         |  |  |
|      |      |      |      |      |      |      |      |          |          |          |          | 이스마엘      | 이스마엘      | 이스마엘      | 이스마엘      | 이스마엘      | 이스마엘      |      |      |      |      |                                                                    |                                                                    |                                                                    |                                                                    |                                                                    |                                                                    |  |  |               |               |               |               | 밀가          | 밀가          | 밀가 | 밀가 | 밀가            | 밀가            |                 |                 | 롯              | 롯              | 롯   | 롯   | 롯                  | 롯                  |                     |                     | 이스가              | 이스가              | 이스가  | 이스가  | 이스가  | 이스가  |  |  |
|      |      |      |      |      |      |      |      |          |          |          |          | 이스마엘      | 이스마엘      | 이스마엘      | 이스마엘      | 이스마엘      | 이스마엘      |      |      |      |      |                                                                    |                                                                    |                                                                    |                                                                    |                                                                    |                                                                    |  |  |               |               |               |               | 밀가          | 밀가          | 밀가 | 밀가 | 밀가            | 밀가            |                 |                 | 롯              | 롯              | 롯   | 롯   | 롯                  | 롯                  |                     |                     | 이스가              | 이스가              | 이스가  | 이스가  | 이스가  | 이스가  |  |  |
|      |      |      |      |      |      |      |      |          |          |          |          |               |               |               |               |               |               |      |      |      |      |                                                                    |                                                                    |                                                                    |                                                                    |                                                                    |                                                                    |  |  |               |               |               |               |               |               |      |      |                 |                 |                 |                 |                 |                 |      |      |                     |                     |                     |                     |                     |                     |         |         |         |         |  |  |
|      |      |      |      |      |      |      |      |          |          |          |          |               |               |               |               |               |               |      |      |      |      |                                                                    |                                                                    |                                                                    |                                                                    |                                                                    |                                                                    |  |  |               |               |               |               |               |               |      |      |                 |                 |                 |                 |                 |                 |      |      |                     |                     |                     |                     |                     |                     |         |         |         |         |  |  |
|      |      |      |      |      |      |      |      |          |          |          |          | 이스마엘 부족 | 이스마엘 부족 | 이스마엘 부족 | 이스마엘 부족 | 이스마엘 부족 | 이스마엘 부족 |      |      |      |      | 7 아들                                                             | 7 아들                                                             | 7 아들                                                             | 7 아들                                                             | 7 아들                                                             | 7 아들                                                             |  |  | 브두엘        | 브두엘        | 브두엘        | 브두엘        | 브두엘        | 브두엘        |      |      | 첫째 딸         | 첫째 딸         | 첫째 딸         | 첫째 딸         | 첫째 딸         | 첫째 딸         |      |      |                     |                     |                     |                     | 둘째 딸             | 둘째 딸             | 둘째 딸 | 둘째 딸 | 둘째 딸 | 둘째 딸 |  |  |
|      |      |      |      |      |      |      |      |          |          |          |          | 이스마엘 부족 | 이스마엘 부족 | 이스마엘 부족 | 이스마엘 부족 | 이스마엘 부족 | 이스마엘 부족 |      |      |      |      | 7 아들                                                             | 7 아들                                                             | 7 아들                                                             | 7 아들                                                             | 7 아들                                                             | 7 아들                                                             |  |  | 브두엘        | 브두엘        | 브두엘        | 브두엘        | 브두엘        | 브두엘        |      |      | 첫째 딸         | 첫째 딸         | 첫째 딸         | 첫째 딸         | 첫째 딸         | 첫째 딸         |      |      |                     |                     |                     |                     | 둘째 딸             | 둘째 딸             | 둘째 딸 | 둘째 딸 | 둘째 딸 | 둘째 딸 |  |  |
|      |      |      |      |      |      |      |      |          |          |          |          |               |               |               |               |               |               |      |      |      |      |                                                                    |                                                                    |                                                                    |                                                                    |                                                                    |                                                                    |  |  |               |               |               |               |               |               |      |      |                 |                 |                 |                 |                 |                 |      |      |                     |                     |                     |                     |                     |                     |         |         |         |         |  |  |
|      |      |      |      |      |      |      |      |          |          |          |          |               |               |               |               |               |               |      |      |      |      |                                                                    |                                                                    |                                                                    |                                                                    |                                                                    |                                                                    |  |  |               |               |               |               |               |               |      |      |                 |                 |                 |                 |                 |                 |      |      |                     |                     |                     |                     |                     |                     |         |         |         |         |  |  |
|      |      | 이삭 | 이삭 | 이삭 | 이삭 | 이삭 | 이삭 |          |          | 리브가   | 리브가   | 리브가        | 리브가        | 리브가        | 리브가        |               |               |      |      |      |      |                                                                    |                                                                    |                                                                    |                                                                    |                                                                    |                                                                    |  |  |               |               | 라반          | 라반          | 라반          | 라반          | 라반 | 라반 |                 |                 | 모압            | 모압            | 모압            | 모압            | 모압 | 모압 |                     |                     | 암몬인              | 암몬인              | 암몬인              | 암몬인              | 암몬인  | 암몬인  |         |         |  |  |
|      |      | 이삭 | 이삭 | 이삭 | 이삭 | 이삭 | 이삭 |          |          | 리브가   | 리브가   | 리브가        | 리브가        | 리브가        | 리브가        |               |               |      |      |      |      |                                                                    |                                                                    |                                                                    |                                                                    |                                                                    |                                                                    |  |  |               |               | 라반          | 라반          | 라반          | 라반          | 라반 | 라반 |                 |                 | 모압            | 모압            | 모압            | 모압            | 모압 | 모압 |                     |                     | 암몬인              | 암몬인              | 암몬인              | 암몬인              | 암몬인  | 암몬인  |         |         |  |  |
|      |      |      |      |      |      |      |      |          |          |          |          |               |               |               |               |               |               |      |      |      |      |                                                                    |                                                                    |                                                                    |                                                                    |                                                                    |                                                                    |  |  |               |               |               |               |               |               |      |      |                 |                 |                 |                 |                 |                 |      |      |                     |                     |                     |                     |                     |                     |         |         |         |         |  |  |
|      |      |      |      |      |      |      |      |          |          |          |          |               |               |               |               |               |               |      |      |      |      |                                                                    |                                                                    |                                                                    |                                                                    |                                                                    |                                                                    |  |  |               |               |               |               |               |               |      |      |                 |                 |                 |                 |                 |                 |      |      |                     |                     |                     |                     |                     |                     |         |         |         |         |  |  |
|      |      | 에서 | 에서 | 에서 | 에서 | 에서 | 에서 |          |          | 야곱     | 야곱     | 야곱          | 야곱          | 야곱          | 야곱          |               |               |      |      |      |      |                                                                    |                                                                    |                                                                    |                                                                    |                                                                    |                                                                    |  |  |               |               |               |               |               |               |      |      |                 |                 |                 |                 |                 |                 |      |      |                     |                     |                     |                     | 라헬                | 라헬                | 라헬    | 라헬    | 라헬    | 라헬    |  |  |
|      |      | 에서 | 에서 | 에서 | 에서 | 에서 | 에서 |          |          | 야곱     | 야곱     | 야곱          | 야곱          | 야곱          | 야곱          |               |               |      |      |      |      |                                                                    |                                                                    |                                                                    |                                                                    |                                                                    |                                                                    |  |  |               |               |               |               |               |               |      |      |                 |                 |                 |                 |                 |                 |      |      |                     |                     |                     |                     | 라헬                | 라헬                | 라헬    | 라헬    | 라헬    | 라헬    |  |  |
|      |      |      |      |      |      |      |      |          |          |          |          |               |               |               |               |               |               |      |      |      |      |                                                                    |                                                                    |                                                                    |                                                                    |                                                                    |                                                                    |  |  |               |               |               |               |               |               |      |      |                 |                 |                 |                 | 빌하            |                 |      |      |                     |                     |                     |                     |                     |                     |         |         |         |         |  |  |
|      |      |      |      |      |      |      |      |          |          |          |          |               |               |               |               |               |               |      |      |      |      |                                                                    |                                                                    |                                                                    |                                                                    |                                                                    |                                                                    |  |  |               |               |               |               |               |               |      |      |                 |                 |                 |                 |                 |                 |      |      |                     |                     |                     |                     |                     |                     |         |         |         |         |  |  |
|      |      | 에돔 | 에돔 | 에돔 | 에돔 | 에돔 | 에돔 |          |          |          |          |               |               |               |               |               |               |      |      |      |      |                                                                    |                                                                    |                                                                    |                                                                    |                                                                    |                                                                    |  |  |               |               |               |               | 실바          | 실바          | 실바 | 실바 | 실바            | 실바            |                 |                 |                 |                 |      |      |                     |                     |                     |                     |                     |                     |         |         |         |         |  |  |
|      |      |      | 에돔 | 에돔 | 에돔 | 에돔 | 에돔 |          |          |          |          |               |               |               |               |               |               |      |      |      |      |                                                                    |                                                                    |                                                                    |                                                                    |                                                                    |                                                                    |  |  |               |               |               |               | 실바          | 실바          | 실바 | 실바 | 실바            | 실바            |                 |                 |                 |                 |      |      |                     |                     |                     |                     |                     |                     |         |         |         |         |  |  |
|      |      |      |      |      |      |      |      |          |          |          |          |               |               |               |               |               |               |      |      |      |      |                                                                    |                                                                    |                                                                    |                                                                    | 레아                                                               |                                                                    |  |  |               |               |               |               |               |               |      |      |                 |                 |                 |                 |                 |                 |      |      |                     |                     |                     |                     |                     |                     |         |         |         |         |  |  |
|      |      |      |      |      |      |      |      |          |          |          |          |               |               |               |               |               |               |      |      |      |      |                                                                    |                                                                    |                                                                    |                                                                    |                                                                    |                                                                    |  |  |               |               |               |               |               |               |      |      |                 |                 |                 |                 |                 |                 |      |      |                     |                     |                     |                     |                     |                     |         |         |         |         |  |  |
|      |      |      |      |      |      |      |      |          |          |          |          |               |               |               |               |               |               |      |      |      |      |                                                                    |                                                                    |                                                                    |                                                                    |                                                                    |                                                                    |  |  |               |               |               |               |               |               |      |      |                 |                 |                 |                 |                 |                 |      |      |                     |                     |                     |                     |                     |                     |         |         |         |         |  |  |
|      |      |      |      |      |      |      |      |          |          |          |          |               |               |               |               |               |               |      |      |      |      | 1. 르우벤 2. 시므온 3. 레위 4. 유다 9. 잇사갈 10. 스불론 디나 (딸) | 1. 르우벤 2. 시므온 3. 레위 4. 유다 9. 잇사갈 10. 스불론 디나 (딸) | 1. 르우벤 2. 시므온 3. 레위 4. 유다 9. 잇사갈 10. 스불론 디나 (딸) | 1. 르우벤 2. 시므온 3. 레위 4. 유다 9. 잇사갈 10. 스불론 디나 (딸) | 1. 르우벤 2. 시므온 3. 레위 4. 유다 9. 잇사갈 10. 스불론 디나 (딸) | 1. 르우벤 2. 시므온 3. 레위 4. 유다 9. 잇사갈 10. 스불론 디나 (딸) |  |  | 7. 갓 8. 아셀 | 7. 갓 8. 아셀 | 7. 갓 8. 아셀 | 7. 갓 8. 아셀 | 7. 갓 8. 아셀 | 7. 갓 8. 아셀 |      |      | 5. 단 6. 납달리 | 5. 단 6. 납달리 | 5. 단 6. 납달리 | 5. 단 6. 납달리 | 5. 단 6. 납달리 | 5. 단 6. 납달리 |      |      | 12. 요셉 13. 베냐민 | 12. 요셉 13. 베냐민 | 12. 요셉 13. 베냐민 | 12. 요셉 13. 베냐민 | 12. 요셉 13. 베냐민 | 12. 요셉 13. 베냐민 |         |         |         |         |  |  |

## 같이 보기
- 유다의 사자

## 참고 문헌
- 빙클러, 후고; 이스라엘의 역사 (베를린, 1895)
- 마이어, 에두아르트; 이스라엘인과 그들의 이웃 부족 (할레, 1906)
- 하우프트, 파울; 연구 ... 벨하우젠 헌정 (기센, 1914)
- 렌즈버그, 게리; 성경이 쓰여진 방식 (피바디, 2019)